# 오승원
오승원(1984년 1월 18일 ~)은 대한민국의 KBS 아나운서로 서울특별시 출신이다.

## 학력
- 경희대학교 정경대학 언론정보학과 졸업

## 경력
- 2010년 12월 KBS 아나운서실 아나운서
- 2011년 5월 KBS부산방송총국 아나운서 지역 근무
- 2011년 11월 본사 복귀

## 진행 텔레비전 프로그램
| 연도        | 방송사 | 제목                         | 담당         | 진행 기간                         | 비고                                                   |
| ----------- | ------ | ---------------------------- | ------------ | --------------------------------- | ------------------------------------------------------ |
| 2013        | KBS2   | 누가누가 잘하나              | 진행         | 2월 1일 ~ 12월 27일               |                                                        |
| 2013        | KBS2   | KBS 일요일 아침 9시 뉴스타임 | 진행         | 4월 14일 ~ 5월 12일               | 일요일                                                 |
| 2013        | KBS1   | KBS 오전 5시 뉴스            | 진행         |                                   | 일요일                                                 |
| 2015        | KBS1   | 스포츠 이야기 운동화 2.0     | 진행         |                                   |                                                        |
| 2014 ~ 2015 | KBS1   | 6시 내고향                   | 패널         |                                   | 내고향 통신원                                          |
| 2021        | KBS1   | 6시 내고향                   | 임시진행     | 8월 11일                          | 7338회                                                 |
| 2015 ~ 2016 | KBS1   | KBS 뉴스 (주말)              | 진행         |                                   | 주말 밤 12시                                           |
| 2014        | KBS1   | KBS 뉴스라인                 | 패널         | 4월 6일 ~ 8월 28일                | 스포츠뉴스 코너                                        |
| 2016 ~ 2018 | KBS1   | 도전! 골든벨                 | 진행         | 2016년 1월 10일 ~ 2018년 6월 17일 | [ 2 ]                                                  |
| 2018 ~ 2020 | KBS2   | KBS 아침뉴스타임             | 패널         |                                   | [연예수첩] 코너                                        |
| 2018 ~ 2021 | KBS2   | 2TV 생생정보                 | 진행         | 2018년 5월 28일 ~ 2021년 3월 5일  |                                                        |
| 2021 ~      | KBS2   | 2TV 생생정보                 | 내레이션     |                                   |                                                        |
| 2023 ~      | KBS2   | 2TV 생생정보                 | 내레이션     |                                   | [우리 캠핑 왔어요] 코너                                |
| 2019        | KBS1   | 전국노래자랑                 | 참가자       | 2019년 3월 3일                    | 공사창립 46주년 KBS아나운서 특집 - 우수상 수상         |
| 2019        | KBS1   | 아침마당                     | 출연         | 4월 15일                          | 8347회                                                 |
| 2020        | KBS1   | 아침마당                     | 출연         | 11월 2일                          | 8746회 <KBS 일당백 교양 있는 아나운서들>               |
| 2018 ~ 2019 | KBS1   | 회사 가기 싫으니깐           | 출연         |                                   |                                                        |
| 2019 ~ 2022 | KBS2   | 영화가 좋다                  | 진행         | 2019년 5월 11일 ~ 2022년 5월 14일 |                                                        |
| 2023        | KBS1   | 사랑의 가족                  | 임시진행     | 2월 25일                          | <2959회>                                               |
| 2023        | KBS1   | 사랑의 가족                  | 임시진행     | 4월 15일                          | <2966회>                                               |
| 2024        | KBS1   | KBS 뉴스 7                   | 진행취소     | 2024년 5월 20일                   | 새 남자앵커 진행취소                                   |
| 2025        | KBS1   | 6시 내고향                   | 진행취소     | 2025년 4월 1일                    | 8251회 새 남자MC 진행취소                              |
| 2025        | KBS1   | 시니어토크쇼 황금연못        | 임시진행취소 | 2025년 4월 12일                   | 516회 [인생톡 공감톡] 남의 속도 모르고 外 임시진행취소 |
| 2025        | KBS1   | KBS 뉴스 (주말)              | 진행         | 2025년 7월 12일 ~ 2025년 8월 16일 | 토요일 오후 5시, 저녁 7시                              |

### 라디오
- KBS 제1라디오 《오늘 아침 1라디오》 : 2023년 3월 6일 ~ 2025년 4월 19일 (평일, 토요일)